# 더 퍼펙트 가이
《더 퍼펙트 가이》(영어: The Perfect Guy)는 2015년 공개된 미국의 로맨틱 스릴러 드라마 영화이다.

## 줄거리
로비스트 리아는 자신과 결혼할 생각이 없는 남자친구 데이브와 헤어진 뒤 일견 완벽해보이는 카터를 만난다. 하지만 카터의 폭력적인 일면을 엿보게 된 리아는 카터와도 헤어진다. 이후 카터는 가택 침입과 해킹을 일삼으며 리아를 스토킹한다.

## 출연
- 서나 레이선
- 모리스 체스트넛
- 마이클 일리
- 테스 하퍼
- 찰스 S. 더턴
- L. 스콧 콜드웰
- 캐스린 모리스
- 루티나 웨슬리
- 홀트 매캘러니
- 로니 진 블레빈스
- 섀넌 루시오
- 존 게츠
- 데이비드 스타직
- 윌머 캘더론

## 기타 제작진
- 의상: 애니 블룸